# Javier Fernández Quesada
Javier Fernández Quesada (Gran Canària, 1955 - La Laguna, 12 de desembre de 1977) va ser un estudiant canari de biologia de la Universitat de La Laguna.
Va morir el 12 de desembre de 1977 a l'edat de vint-i-dos anys, a les portes del Paranimf de La Laguna per trets d'un guàrdia civil durant una protesta estudiantil en suport de les reivindicacions de la vaga general duta a terme pels sectors obrers de Transportes de Tenerife, S.L. (avui de titularitat privada, però amb concerts públics: TITSA); del sector tabaquer i del sector del fred i convocada per la Confederació Canària de Treballadors, la ATTyD, el FASOU, la Lliga Comunista IV Internacional i el Sindicato Obrero Canario. Segons Luis Mardones Sevilla, en aquells moments governador civil, no està demostrat que fos un guàrdia civil qui va efectuar el tret.
La figura de Javier Fernández Quesada es va convertir en un símbol tant del moviment estudiantil com del moviment obrer canari, realitzant-se homenatges les dates de l'1 de maig i del 12 de desembre.
En 2007, i a causa del veto als Pressupostos Generals de l'Estat aprovat el 10 de desembre de 2007 en el Senat, la família de l'estudiant Javier Fernández Quesada no va poder accedir a les indemnitzacions previstes per a les víctimes de la repressió després que fracassessin les dues vies iniciades pels socialistes per a la seva inclusió en la denominada Llei de Memòria Històrica, ja que la citada llei només estén els seus beneficis als morts entre l'1 de gener de 1968 i el 6 d'octubre de 1977, la qual cosa d'entrada va deixar fora de cobertura a l'estudiant grancanari, el cas de la qual mai va arribar a ser jutjat a causa del sobreseïment de la causa en la jurisdicció militar. Això va significar que, no sols la seva família no rebria una indemnització, sinó que tampoc seria reconeguda oficialment com una víctima del franquisme.

## Modificació de la Llei de Memòria Històrica
L'1 d'octubre de 2008 el Govern va confirmar que presentaria un projecte de llei que modificarà les dates de la Llei de la Memòria Històrica per a donar cabuda a l'assassinat de Fernández Quesada. Segons publicava el dia anterior el diari La Opinión, el propi president, José Luis Rodríguez Zapatero, es va interessar pel cas i va sol·licitar que s'efectuessin els canvis oportuns perquè la mort del jove grancanario no quedés fora de les mesures de reparació recollides pel citat marc normatiu.